# تاریخ اوکراین
اوکراین به عنوان بخشی از جلگه پنتی-خزری نقش مهمی در برخوردهای فرهنگی اوراسیا ایفا کرده‌است.
اوکراین در دوران باستان بخشی از سکاستان بود و در دوره مهاجرت‌ها به مقصدی برای اسلاوهای نخستین تبدیل شد. پس از اواسط قرن چهاردهم، سرزمین‌های امروز اوکراین تحت حاکمیت سه قدرت خارجی اردوی زرین، دوک‌نشین بزرگ لیتوانی و خانات کریمه قرار گرفتند.

## پیش از تاریخ

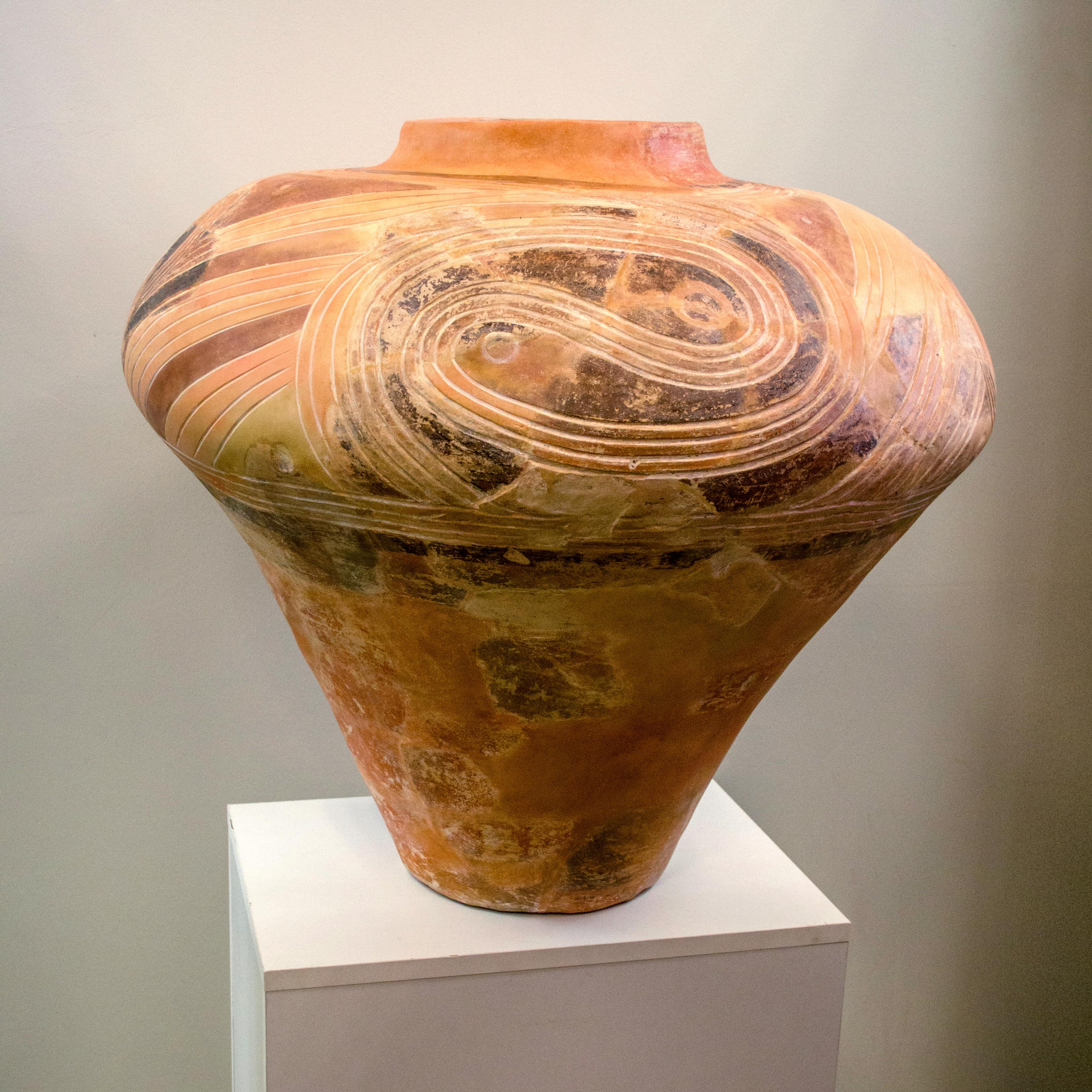
سفالینه مربوط به هزار پنجم اوکراین در موزه ملی اوکرین

سکونت انسان در اوکراین به سال‌ها قبل از میلاد مسیح بازمی‌گردد، زمانی که در دوران نوسنگی فرهنگ کوکوتنی-تریپلی در منطقهٔ وسیعی گسترش یافت که بخش‌هایی از اوکراین امروزی شامل تریپیلیا و تمام منطقه دنیپر و دنیستر را در بر می‌گرفت. در عصر آهن، این سرزمین محل سکونت کیمریها، سکاها و سرمتیها بود. و بین ۷۰۰ تا ۲۰۰ قبل از میلاد نیز بخشی از سرزمین سکاها به حساب می‌آمد.
بعدها، مستعمرات یونان باستان، روم باستان و امپراطوری روم شرقی، مانند تایراس، اولبیا و هرموناسا در اوایل قرن ششم قبل از میلاد در کنار دریای سیاه تأسیس شدند و در اواسط قرن ۶ بعد از میلاد رونق خوبی پیدا کردند.

## روس کیف

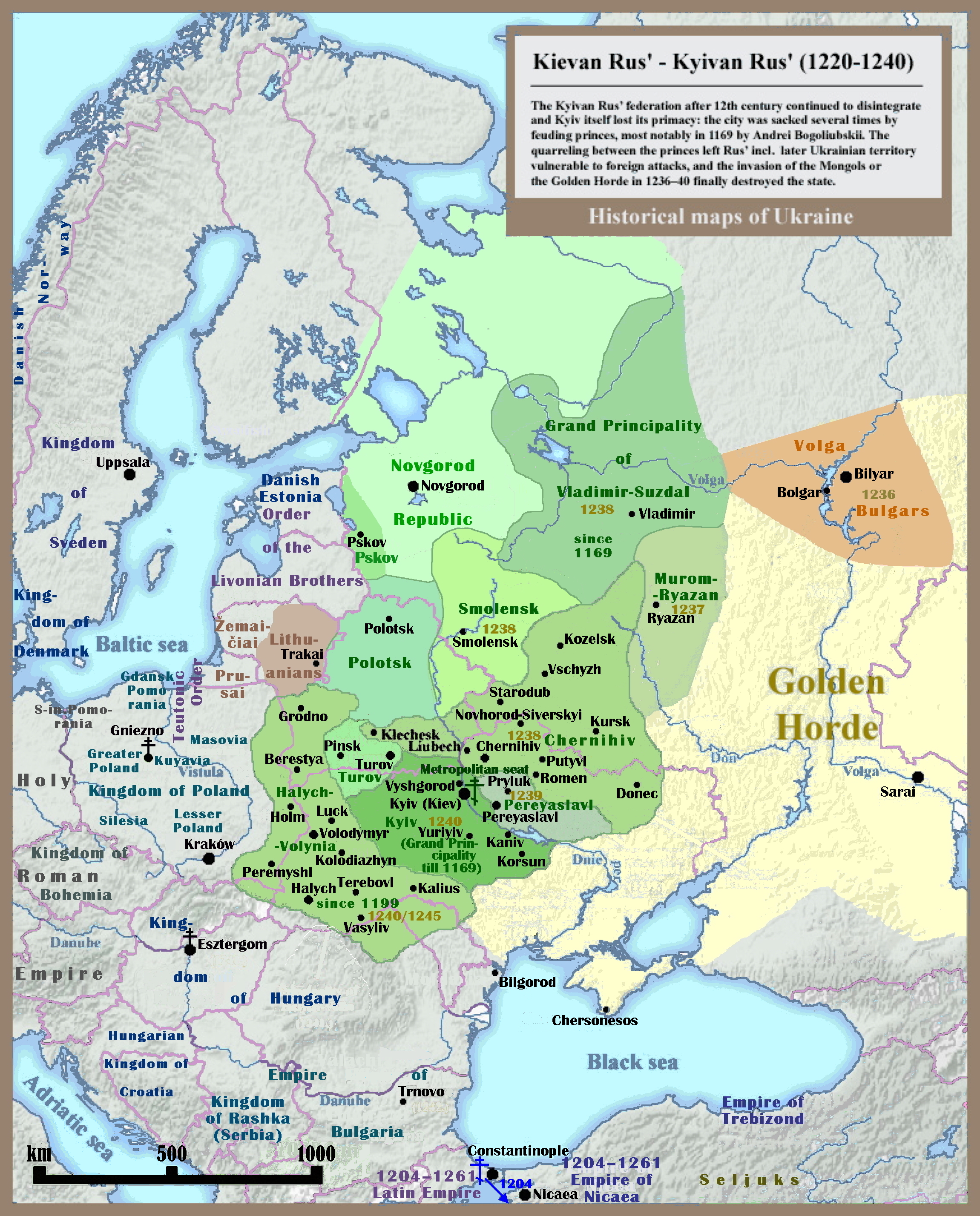
نقشه قلمرو روس کیف

روس کیف نام دولتی قرون وسطایی اروپایی بود که در اواخر سدهٔ نهم میلادی تشکیل‌شد و پس از جنگ مغول‌ها طی سال‌های ۱۲۳۷ تا ۱۲۴۰ میلادی از میان رفت. این مملکت در منابع هم‌عصر خویش، از جمله در متن‌های اسلامی، همواره روس خوانده می‌شده‌است و عنوان روسِ کیف مربوط به سدهٔ نوزدهم میلادی است که تاریخ‌نگاران موضوع روسیه برای اشاره به دولتی که پایتختش کی‌یف بوده این عنوان را بدان اطلاق نموده‌اند.
شکل اولیهٔ نظام سیاسی روس‌ها، خاقانات روس نام‌داشت. مرکزیت این خاقانات در ولیکی نووگورود قرارداشت. در ۸۸۲ میلادی وایکینگ‌ها شهر کی‌یف را از تصرف خزرها بیرون‌آوردند و آن را پایتخت روس کیف نمودند. این دولت در سدهٔ یازدهم میلادی به اوج خود رسید و مرزهایش از جنوب تا دریای سیاه، از شرق تا رودخانه ولگا، از غرب تا پادشاهی لهستان و گراندوشی لیتوانی گسترده شده‌بود. دورهٔ درخشان این نظام، روزگار فرمانروایی ولادیمیر کبیر و پسرش یاروسلاو خردمند بود که روس‌ها مسیحیت را پذیرفتند و نخستین قانون به یکی از زبان‌های اسلاوی شرقی به نام روسکایا پراودا پدیدآمد. فرمانروایان روس کیف از تبار نروژی‌های باستان و گروهی از وایکینگ‌ها بودند که بر اکثریتی از اسلاوها حکومت می کردند.

## اردوی زرین
اردوی زرین بخشی از امپراتوری مغول که در دست جانشینان جوچی، پسر بزرگ چنگیز بود، گفته می‌شد که بخش‌هایی از ازبکستان، روسیه و قزاقستان و اوکراین کنونی را در بر می‌گرفت. متصرفات اردوی زرین، در قسمت اروپایی، امیرنشین‌های روس را در بر می‌گرفت که مناطقی چون کیف، مسکو، ریازان، چرنیگوف، سوزدال، سمولینسک، ولادیمیر جزو آن می‌گشت. تصرف بیشتر این ولایات در زمان اوگتای قاآن صورت پذیرفت و پسران اوگتای و چغتای و جوچی و نیز سردار بزرگ مغول سبتای یا سوبادای در این جنگ‌ها شرکت داشتند، اما ظاهراً فرمانده کل این قوای عظیم باتو پسر ارشد جوچی بود. این سپاه بزرگ در نسال بوزینه در جمادی‌الثّانیه ۶۳۳ق/فوریه ۱۲۳۶م به سوی روسیه و اروپا روان شد. به گفته رشیدالدین فضل‌الله (جامع‌التواریخ، به کوشش بلوشه، ۲/۴۳)، باتو با لشکر به قصد پولو (لهستان) و باشغرد به پا خاست. باتو ۲ ماه شهر کیف را محاصره کرد و سرانجام، به کمک قدان و بوری، آن شهر اشغال شد.

## جنگ جهانی دوم

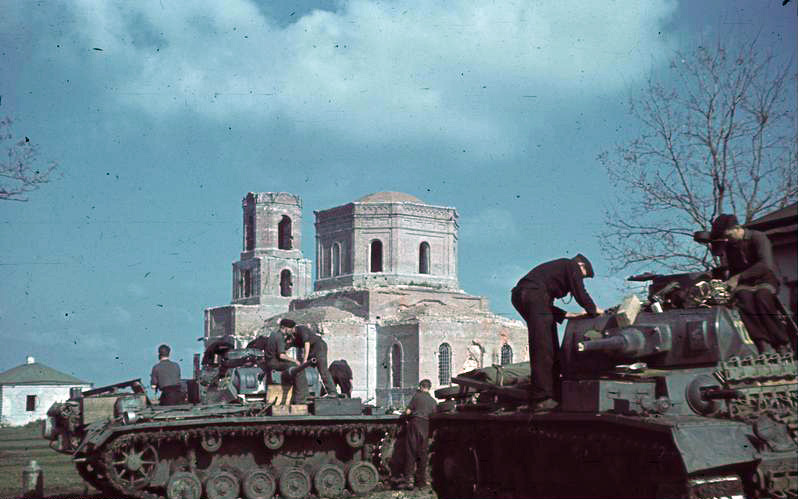
سربازان آلمانی در پولتاوا

با شروع جنگ جهانی دوم این کشور از ۱۹۴۱ تا ۱۹۴۴ در اشغال آلمان بود. بسیاری از سکنه ی شهرها و روستاهای اوکراین که شدیدترین ستم‌گری‌ها را از رژیم کمونیستی ژوزف استالین متحمل شده بودند، با خاطره ی رفتار عموماً خیرخواهانه آلمانی‌ها در جنگ جهانی اول، به شکل شگفت‌انگیزی از نیروهای آلمانی به عنوان آزادی‌بخش استقبال کردند. حتی گفته می‌شود اوکراینی‌ها صلیب سیاه رنگ بر روی خودروهای نیروی زمینی آلمان را نشانه مسیحیان آزادی‌بخش از شوروی آتئیست تفسیر نمودند. سربازان اوکراینی ارتش سرخ در صورت امکان تمایل بسیار بیشتری به تسلیم داشتند. برخی حتی با نهادن یک قدم فرا تر پس از تسلیم خواهان دریافت سلاح و مهمات جهت جنگیدن با ارتش سرخ شدند. با این حال برخی دیگر جنبش‌های پارتیزانی را تشکیل دادند. در این دوران عناصر زیرزمینی ملی‌گرای اوکراین یک ارتش شورشی اوکراینی را تشکیل دادند که هم با نیروهای شوروی و هم با آلمانی‌ها می‌جنگید. حدود ۱٫۵ میلیون یهودی در زمان اشغال توسط نازی‌ها به قتل رسیدند. در ولهینیا، مبارزان اوکراینی ۱۰۰٬۰۰۰ غیرنظامی لهستانی را قتل‌عام کردند.

## استقلال
۲۳ اوت ۱۹۹۱ اوکراین استقلال خود را اعلام کرد. ایران ۲۵ دسامبر ۱۹۹۱ به عنوان اولین کشور استقلال اوکراین را به رسمیت شناخت. پس از فروپاشی شوروی، اقتصاد آن کشور به سمت مالکیت خصوصی و بازار آزاد حرکت کرد. این روند انتقالی برای خانوارهای اوکراینی که اغلب فقیر بودند و هیچگاه فعالیت اقتصادی خصوصی را تجربه نکرده بودند بسیار سخت بود.
برعکس جمعیت کشور که در آن زمان در اوج بود، اقتصاد اوکراین دوران فلاکت باری را سپری می‌کرد. پس از فروپاشی شوروی، رشد اقتصادی اوکراین تا یک دهه به صورت پیاپی منفی بود. فقر روز بروز گسترده‌تر می‌شد، تورم سرسام‌آور اعتماد به پول ملی را از بین برده بود و حتی گاهی معاملات به شکل پایاپای انجام می‌شد. برای مثال در سال ۱۹۹۳ قیمت‌ها بیش از ۱۰۰ برابر شدند. یک همبرگر که در آغاز سال ۱ کوپن (واحد پول پیشین اوکراین) قیمت داشت در پایان همان سال ۱۰۱ کوپن شده بود. سال بعد یعنی سال ۱۹۹۴ رشد اقتصادی این کشور منفی ۲۲٪ سقوط کرد.

## از فروپاشی تا انقلاب نارنجی
سال ۱۹۹۴ برای اوکراین سال شروع تغییرات بود. در این سال و در اوج ناکامی و فلاکت اقتصادی مردم آن کشور به پای صندوق رای رفتند و لئونید کوچما را به عنوان دومین رئیس‌جمهور کشور مستقل اوکراین برگزیدند. او به زبان اوکراینی صحبت نمی‌کرد و با اکثریت قاطع آرای مردم نیمه شرقی اوکراین که عموماً روس تبار هستند انتخاب شد ولی مجموعه اقدامات او باعث شد که پنج سال بعد در نیمه غربی اوکراین هم اکثریت بالایی بدست آورد و دو دوره به ریاست جمهوری انتخاب شود. او اقدامات بسیار مؤثری در صحنه سیاست و اقتصاد اوکراین شروع کرد که به‌طور خلاصه عبارتند از:
- کاهش کسری بودجه از ۱۳٪ به ۵٪
- کاهش استقراض از بانک مرکزی از ۱۲٪ به ۲٪
- انتشار اوراق قرضه داخلی و وام گرفتن از دولت‌های خارجی
- و در نهایت پس از اصلاحات زیاد، حذف ۵ صفر از پول ملی
- معرفی گریونا به عنوان واحد پول جدید

این اقدامات کم‌کم نتیجه داد و ترمز تورم کشیده شد. کوچما در دومین دوره ریاست جمهوری اش توانست رشد اقتصادی را به اوکراین بازگرداند.
همچنین کوچما روابط سیاسی و اقتصادی اوکراین با روسیه را بازسازی کرد. او بدینسان موفق شد از پیوندهای عمیق اقتصادی اوکراین و روسیه به نفع کشورش استفاده کند. پس از آن اوکراین توانست با تکیه بر منابع کشاورزی، معادن غنی و بازسازی صنایع به جای مانده از قبل، برای یک دهه رشد اقتصادی قابل قبولی را نگه دارد.
همچنین در یک دورخیز سیاسی، کوچما در خواست رسمی برای عضویت در اتحادیه اروپا داد و بیان کرد که کشورش تا سال ۲۰۰۷ می‌تواند به استانداردهای لازم برای عضویت در اتحادیه اروپا برسد. چیزی که نه تنها تاکنون محقق نشده بلکه منشأ اختلافات بزرگی هم در جامعه اوکراین شده‌است.

## انقلاب نارنجیو پس از آن

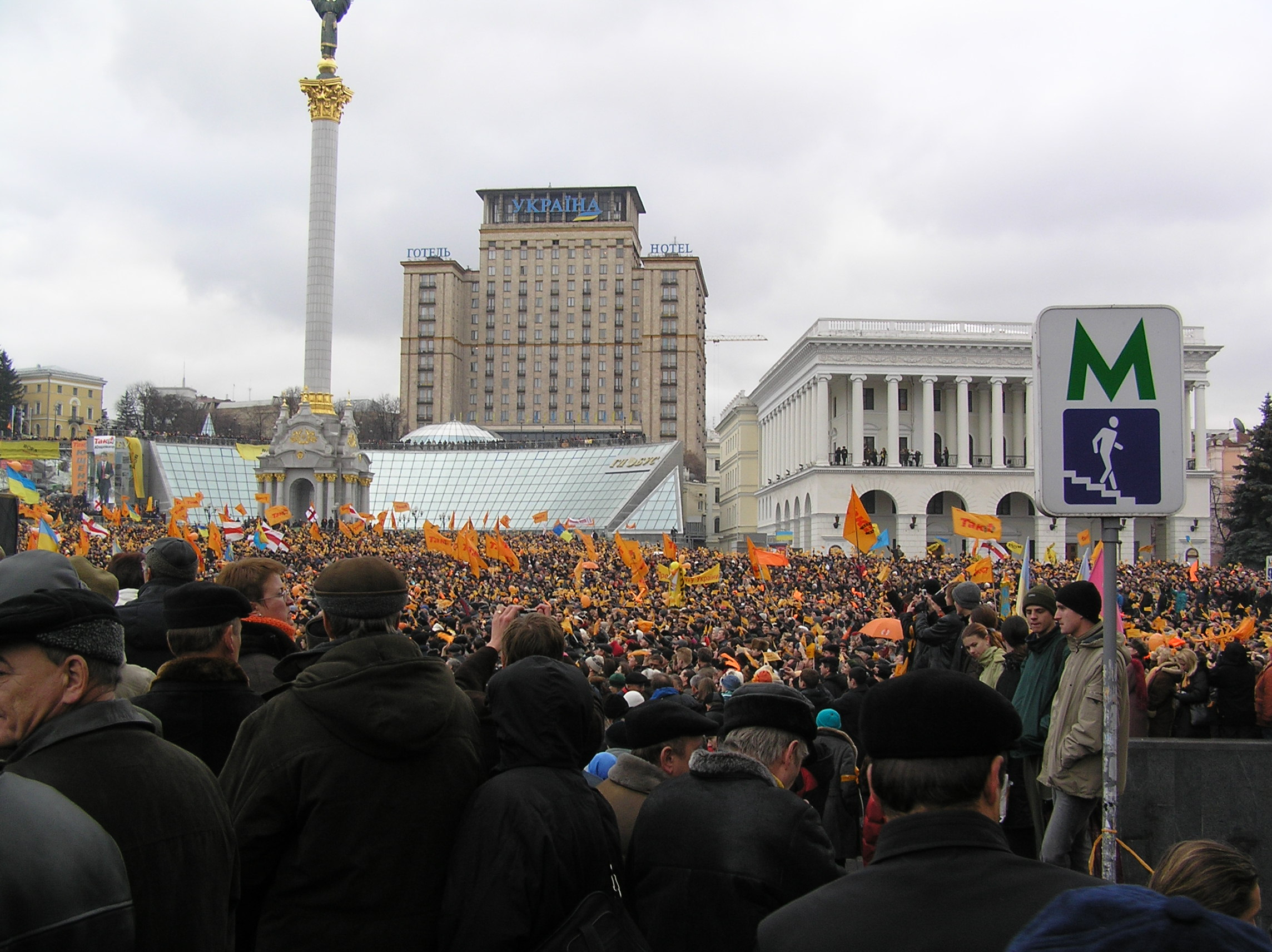
۲۲ نوامبر ۲۰۰۴، میدان استقلال کیو، گردهمایی انقلاب نارنجی

در سال ۲۰۰۴، نخست‌وزیر ویکتور یانوکوویچ برندهٔ انتخابات ریاست جمهوری اعلام شد. این نتایج اعتراض مردم را به همراه داشت، مسموم شدن ویکتور یوشچنکو رقیب اصلی یانوکوویچ در جریان مبارزات انتخاباتی هم، بر آتش شک و کینه طرفدارانش دمید و موجی از اعتراض و نا فرمانی مدنی کشور را فرا گرفت. در نهایت پس از حدود سه ماه اعتراض، دادگاه عالی اوکراین انتخابات را باطل کرد و انتخابات مجدد زیر نظر موشکافانه ناظران داخلی و بین‌المللی برگزار شد. این بار یوشچنکو با اکثریت آرا ۵۲٪ رئیس‌جمهور اوکراین شد. این اعتراضات که با استفاده از نمادهای نارنجی رنگ همراه بود به انقلاب نارنجی اوکراین معروف شد.
یانوکوویچ نیز کاخ ریاست جمهوری را زیر نگاه سنگین دوربین‌های رسانه‌ها ترک کرد و رفت تا اپوزیسیون را شکل دهد. او پنج سال بعد دوباره در انتخابات شرکت کرد و این بار پیروز شد. اما انقلاب نارنجی شوک سنگینی بر اقتصاد کشور وارد کرد. اقتصادی که سال قبل از انقلاب نارنجی ۱۲٫۵٪ رشد کرده بود در سال بعد تنها ۲٫۵٪ رشد داشت.

## انقلاب ۲۰۱۴ و جنگ

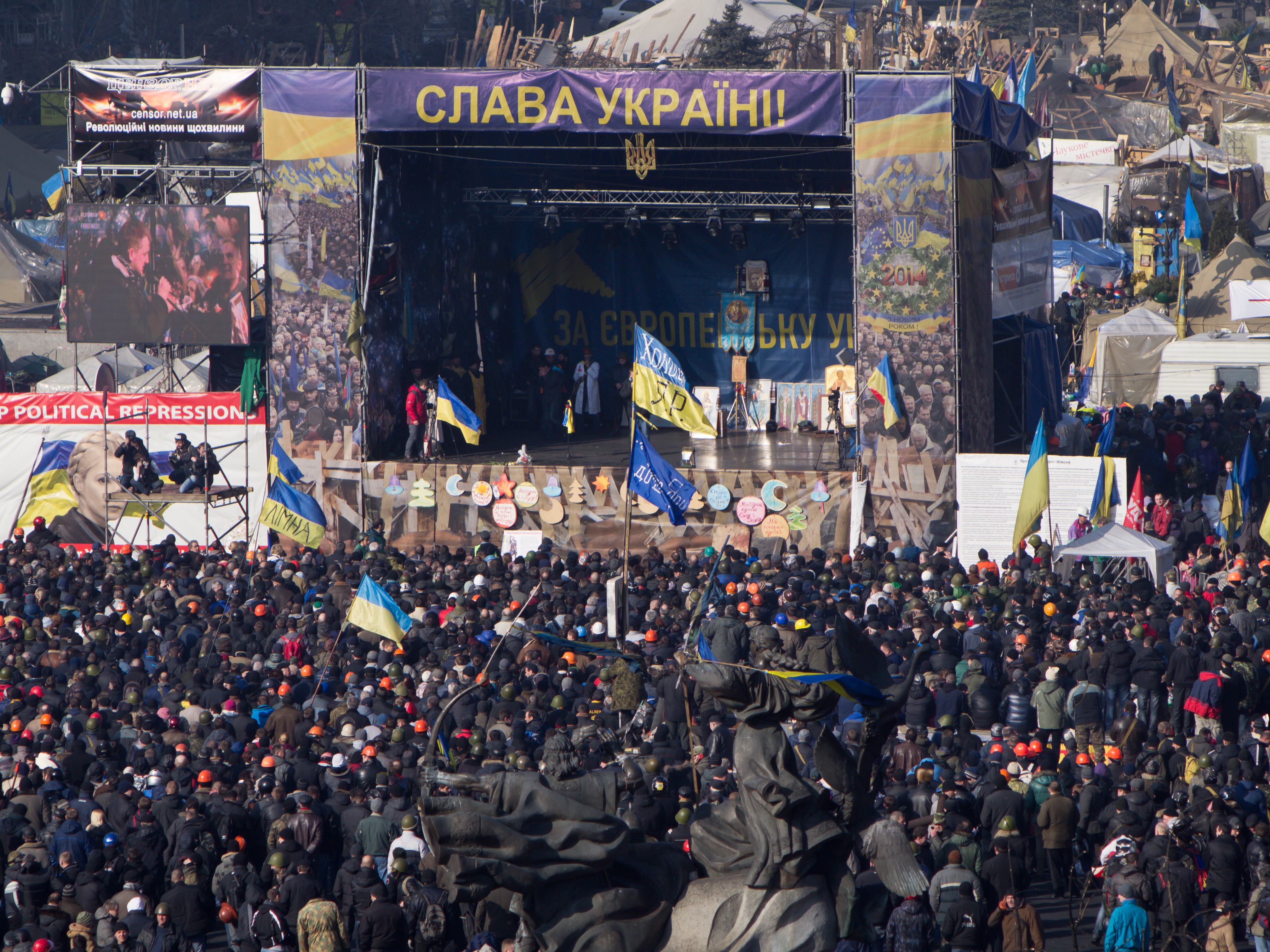
۲۱ فوریه در کیف بعد از امضای قرار داد صلح.

در ۲۲ فوریه ۲۰۱۴ در پی اعتراضات خیابانی علیه دولت و وخیم شدن اوضاع داخلی اوکراین با رأی پارلمان اوکراین ویکتور یانکویچ از سمت رئیس‌جمهوری برکنار شد و یولیا تیموشنکو نخست‌وزیر سابق که در روز ۱۹ مهر ۱۳۹۰ برابر با ۱۱ اکتبر ۲۰۱۱ محکوم به زندان شده بود پس از تسخیر کاخ ریاست جمهوری توسط مخالفان و رأی پارلمان این کشور مبنی بر بازگشت به قانون اساسی سال ۲۰۰۴؛ که این طرح با ۳۲۵ رأی موافق به تصویب رسید و راه برای آزادی تیموشنکو هموار شد. همچنین پارلمان اوکراین به آزادی تیموشنکو از زندان نیز رأی مثبت داد و در ساعاتی بعد در ۲۲ فوریه یولیا تیموشنکو از زندان آزاد شد. پس از برکناری یاناکویچ وی به روسیه گریخت و الکساندر تورچینف به عنوان رئیس‌جمهور موقت برگزیده شد. در پی این حوادث شبه جزیره کریمه توسط نیروهای روسی تحت عنوان محافظت از روس تبارهای این ایالت خودمختار اشغال شد.چند روز بعد از این اتفاقات، مردم شبه جزیره کریمه در برگزاری همه‌پرسی سراسری، موافقت ۹۶ درصدی خود را با پیوستن به کشور روسیه اعلام کردند و این شبه جزیره رسماً جزئی از خاک روسیه شد.
یانوکوویچ در یک نطق تلویزیونی با اشاره به پیش نویس توافقنامه پیوستن اوکراین به اتحادیه اروپا از مردمش دعوت کرد که متن پیش‌نویس را بخوانند. او گرچه مخالف قطعی پیوستن اوکراین به اتحادیه نیست اما می‌گوید این پیش‌نویس الحاق، اوکراین را فقط یک بازار مصرف برای محصولات اروپایی در ازای نیروی کار ارزان و غیر متخصص می‌خواهد و نه یک شریک تجاری واقعی برای اروپا. اما از طرف مقابل نیمه غربی اوکراین چشم به توان اقتصادی اروپا بسته‌است. آن‌ها به همسایگان فقیر خود می‌نگرند که درست مانند اوکراین بخشی از اتحاد جمهوری‌های شوروی بودند اما حالا اتباع آن‌ها آزادانه در هر جای اتحادیه اروپا سفر، اقامت و کار می‌کنند.

### جنگ در دونباس

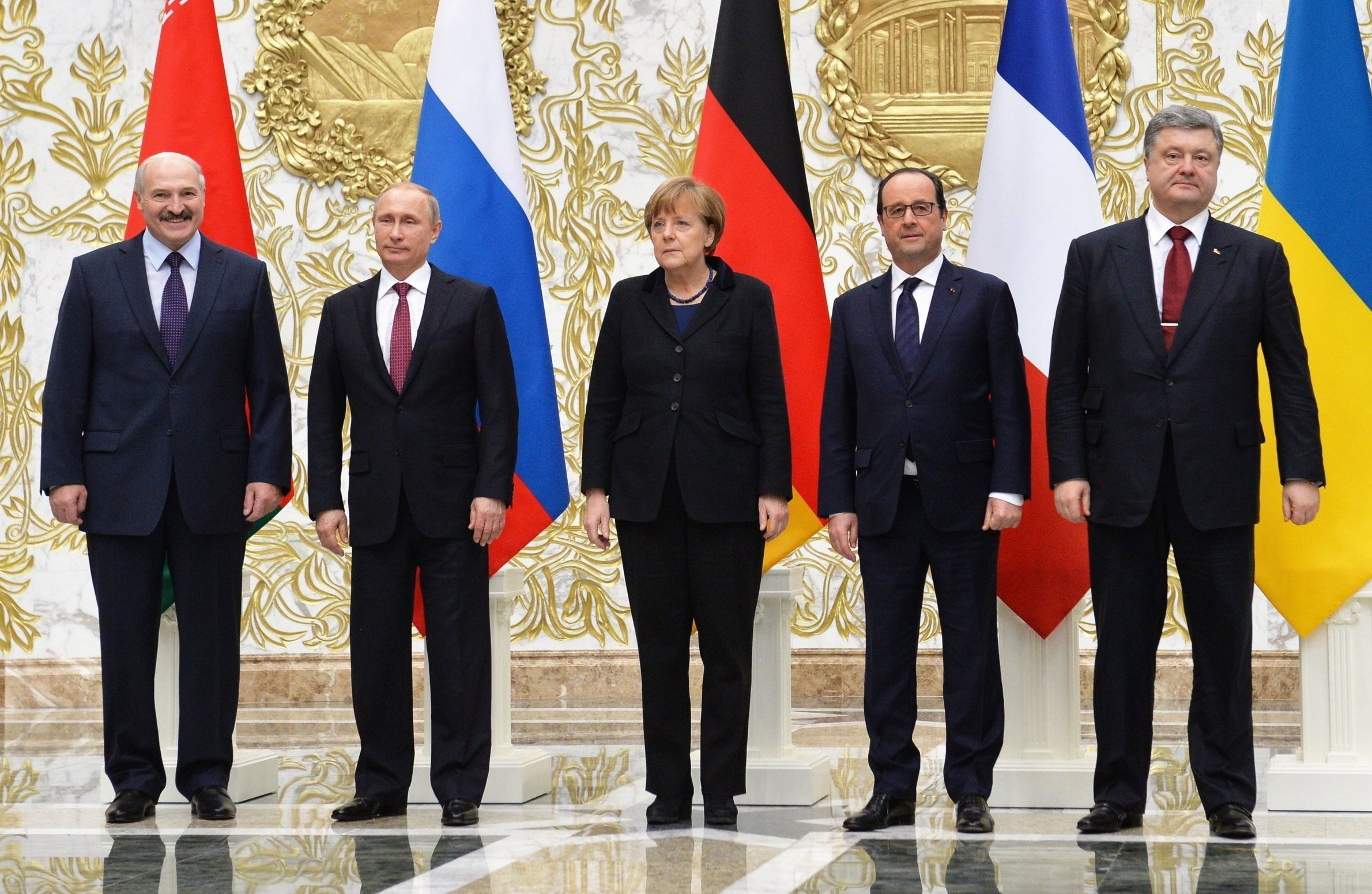
رهبران بلاروس، روسیه، آلمان، فرانسه و اوکراین در اجلاس سران «مینسک ۲»

پس از برکناری ویکتور یانکوویچ از ریاست جمهوری اوکراین در ماه فوریه و فرادستی نیروهای هوادار غرب در دولت کیف، اهالی روس تبار بخش‌هایی از شرق اوکراین مبتنی بر بدبینی تاریخی‌اشان به جهت‌گیری‌های سیاسی در غرب اوکراین و نیروهایی که در کیف قدرت را به دست گرفته‌اند و نیز بر بستر برخی اشتباهات دولت جدید با آن از در ستیز و مخالفت درآمده‌اند.
در این میان روسیه که فعل و انفعالات سیاسی در اوکراین را تلاشی دیگر برای تشدید محاصره خود و حضور سیاسی و نظامی غرب در پشت مرزهای خود تلقی می‌کند با حمایت از مخالفت‌ها در شرق اوکراین و تشدید ستیز میان اهالی منطقه و دولت کیف درصدد حفظ منافع ژئواستراتژیک و ژئواکونومیک خود تا حد ممکن است. این رویکرد روسیه در همان روزهای اول پس از برکناری یانکوویچ و با تصرف بحث‌انگیز شبه جزیره کریمه نمودی بارز یافت.
گرچه نیروهای حاکم در کیف قول‌هایی مبنی بر تغییر قانون اساسی و اعطای اختیارات بیشتر به مناطق، به ویژه شرق کشور را داده‌اند، ولی این قول نه برای جدایی‌طلبان و نه برای روسیه حامی آن‌ها کافی نبوده‌است. با بدست آمدن برخی موفقیت‌های نظامی دولت در شرق، عرصه بر شبه‌نظامیان شرق اوکراین روز به روز تنگ‌تر می‌شود، اما تاکنون هیچ‌یک از دو طرف، اراده‌ای برای پایان درگیری‌ها نشان نداده‌اند.
افزایش تلاش‌های دیپلماتیک اخیر در اروپا برای حل بحران و افزایش تماس‌ها و دیدارها میان مقام‌های روسیه و اوکراین نشانگر آن است که هر دو طرف پیروزی واقعی و کاملی برای خود در این بحران متصور نیستند و بیش از همه یافتن راه‌حل سیاسی که مبتنی برخاست‌های متعادل شده طرفین باشد مد نظر است. گزینه کرملین برای تحقق این امر ایجاد یک حکومت فدرال در این کشور است. زیرا در یک اوکراین فدرال دولت مرکزی نسبتاً ضعیف در جهت‌گیری‌های خارجی‌اش به نظر موافق مناطق فدرال (از جمله مردم نواحی شرق کشور) وابسته است و روسیه را راضی کند که پیوند تنگاتنگ میان کیف و غرب (به خصوص از دید نظامی) عملی نشود.
این راه‌حل شاید اوکراین را در پیوندهای مستقیم سیاسی و اقتصادی با غرب قرار دهد، اما در عین حال باید به پیوندهای تاریخی، فرهنگی و اقتصادی شرق اوکراین با روسیه هم توجه کند و به لحاظ نظامی، مانند آنچه برای فنلاند پس از جنگ جهانی دوم ترسیم شد، موقعیتی خنثی و حائل را برای اوکراین رقم بزند.
اما روسیه به هیچ‌یک از این راه حل‌ها توجهی نکرده و بدون در نظر گرفتن عواقب بعدی، به افزایش درگیری‌ها در شرق اوکراین دامن می‌زند. از زمان شروع درگیری‌ها در آوریل ۲۰۱۴ تا ماه اوت، بین ۳۰۰۰ تا ۴۰۰۰ داوطلب روس به همراه جدایی طلبان شرق اوکراین می‌جنگیدند. یکی از روش‌های دیگر روسیه در جهت همسو کردن مردم، استفاده از حافظهٔ تاریخی آن‌ها و دادن لقب‌هایی چون فاشیست و نازی به مبارزه با مخالفانش از جمله رهبران امروز اوکراین است.
همچنین تا آغاز ماه سپتامبر، این جنگ شاهد یک میلیون آواره، ۲۶۰ هزار بی‌خانمان و مرگ ۲۶۰۰ نفر شد و با ادامه یافتن این وضعیت در ۲۳ دسامبر ۲۰۱۴ پارلمان اوکراین رأی به پیوستن این کشور به ناتو داد.